# Nakhl-e Khalfān
Nakhl-e Khalfān (persiska: خلفانی, Khalfānī, نخل خلفان) är en ort i Iran.   Den ligger i provinsen Hormozgan, i den södra delen av landet, 1 000 km söder om huvudstaden Teheran. Nakhl-e Khalfān ligger 45 meter över havet och antalet invånare är 362.
Terrängen runt Nakhl-e Khalfān är kuperad åt sydväst, men åt nordost är den platt.Runt Nakhl-e Khalfān är det glesbefolkat, med 11 invånare per kvadratkilometer. Närmaste större samhälle är Garīsheh, 5,6 km sydost om Nakhl-e Khalfān. Trakten runt Nakhl-e Khalfān är ofruktbar med lite eller ingen växtlighet.